# Puyo Puyo Tetris
Puyo Puyo Tetris — компьютерная игра в жанре головоломки, разработанная Sonic Team и изданная компанией Sega в 2014 году. Игра представляет собой кроссовер серий Puyo Puyo и Tetris, и включает различные игровые режимы, сочетающие элементы обеих игр. В игре присутствуют персонажи, смоделированные и названные в честь семи тетрамино — различных фигур, каждая из которых состоит из четырёх блоков.
Puyo Puyo Tetris стала первой игрой, связанной с серией Tetris и изданной Sega после выпуска Sega Ages 2500: Tetris Collection для PlayStation 2 в 2006 году. В Puyo Puyo Tetris используются стандарты, принятые в современных играх серии Tetris, поэтому схемы вращения и цвета тетрамино отличаются от предыдущих игр Sega.
Игра была выпущена в Японии в феврале 2014 года для Nintendo 3DS, Wii U, PlayStation Vita и PlayStation 3, а в декабре того же года вышли версии для PlayStation 4 и Xbox One. В марте 2017 года игра стала одним из стартовых проектов для Nintendo Switch. Версии для Nintendo Switch и PlayStation 4 были выпущены за пределами Японии в апреле 2017 года, что стало первой англоязычной локализацией игры серии Puyo Puyo с момента выхода Puyo Pop Fever в 2004 году. В феврале 2018 года вышла версия для Windows. В 2020 году было выпущено продолжение под названием Puyo Puyo Tetris 2.

## Игровой процесс
Puyo Puyo Tetris — кроссовер двух головоломок: Тетриса от Алексея Пажитнова и Puyo Puyo от Масамицу Нитани. Игра объединяет механики обеих игр в одном продукте. В Puyo Puyo игроки управляют падающими разноцветными кругляшками с глазами, которые падают парами. Цель — соединить 4 или более кружка одного цвета так, чтобы они касались друг друга, после чего они исчезают, заставляя падать элементы сверху.
Игра включает кампанию «Приключение», содержащую 100 битв и испытаний, разделенных на 7 основных актов и 3 дополнительных главы. Аркадный режим включает шесть вариантов игры: Versus, где 2-4 игрока сражаются, каждый выбирая предпочитаемую головоломку; Fusion, где элементы из обеих игр падают поочередно на одно поле; Swap, в котором игроки оперируют двумя досками, сменяющими друг друга; Party с бонусами, мешающими противникам; Big Bang — скоростное соревнование по зачистке полей; и Challenge — режим одиночных испытаний.
Puyo Puyo Tetris поддерживает локальный мультиплеер на Switch с использованием Joy-Con, соединение нескольких игровых систем и онлайн-режим с товарищескими матчами или лигой со званиями и таблицей лидеров. В процессе игры зарабатываются внутриигровые кредиты, которые можно потратить во внутриигровой лавке на скины — альтернативные варианты внешнего вида для шариков из Puyo Puyo и геометрических фигур из Тетриса. Помимо скинов, в магазине также доступны дополнительные варианты голосов для 24 открываемых персонажей игры.

## Сюжет
После того как сила Пуё воссоединяет Ринго с Амити, Арле Надей и Карбанклом, они внезапно обнаруживают, что на их мир падают странные блоки (Тетрамино). Затем их переносит на космический корабль «SS Тетра», где они встречают Ти и его команду, прибывших из мира, где сражаются с помощью Тетриса, а не Пуё-Пуё. После крушения корабля в мире Ринго, девушки помогают Ти отремонтировать его судно, и обнаруживают, что некоторые их друзья ведут себя странно, предсказывая слияние измерений. Излечив друзей от этого контроля над разумом, группа отправляется в космос на поиски того, кто ответственен за слияние двух измерений. Достигнув края пространства-времени, они наконец встречают Хранителя Измерений и бывшего капитана «SS Тетра», Экса, который чувствовал себя одиноким, поддерживая два измерения. Ти предлагает заменить Экса, но Эколо и Тёмный Принц находят решение, создав портал между «SS Тетра» и краем пространства-времени, что позволяет Ти посещать Экса в любое время. После разрешения проблемы Ти и его команда прощаются с Ринго и её друзьями, когда их измерения вновь разделяются.
В трёх бонусных эпизодах (доступных в Японии как загружаемый контент) персонажи оказываются в «сновидческих» сценариях. Первый эпизод представляет шоу талантов с участием некоторых персонажей, где Ринго выступает в роли ведущей. Во втором эпизоде Шезо преследует Сига из-за его красной руки, но впоследствии отказывается от неё, узнав, что в ней хранится коллекция насекомых. В третьем эпизоде Экс обнаруживает себя на борту «SS Тетра» и недоумевает, почему он там, пока не выясняется, что это его сон о первой встрече с Ти, в который вторгаются неожиданные гости вроде Тёмного Принца и Ринго.

## Разработка и выпуск
Изначально Puyo Puyo Tetris планировалась как прямое продолжение Puyo Puyo 7, однако в силу различных обстоятельств график был пересмотрен — сначала вышла Puyo Puyo!! 20th Anniversary, а выпуск данной игры был отложен. Первоначальный выпуск состоялся 6 февраля 2014 года в Японии на платформах Nintendo 3DS, Wii U, PlayStation 3 и PlayStation Vita. Позднее, в декабре того же года, были выпущены версии для PlayStation 4 и Xbox One, включавшие всё дополнительное содержимое из других версий. Версия для Xbox One является одной из семи игр, вышедших эксклюзивно для этой консоли в Японии. Версия для Nintendo Switch, получившая название Puyo Puyo Tetris S и также содержавшая всё ранее выпущенное дополнительное содержимое, была выпущена в Японии 3 марта 2017 года одновременно с самой консолью в качестве стартового проекта.

## Критика
| Сводный рейтинг       | Сводный рейтинг                   |
| Агрегатор             | Оценка                            |
| --------------------- | --------------------------------- |
| GameRankings          | PS4: 84,86 % NS: 82,93 %          |
| Metacritic            | PS4: 83/100 NS: 81/100 PC: 78/100 |
| Иноязычные издания    |                                   |
| Издание               | Оценка                            |
| 4Players              | 85/100                            |
| Destructoid           | 9,5/10                            |
| Edge                  | 8/10                              |
| EGM                   | [ 20 ]                            |
| Eurogamer             | Recommended                       |
| Famitsu               | 35/40                             |
| Game Informer         | 7/10                              |
| GameRevolution        | 4/5                               |
| GameSpot              | 8/10                              |
| Hardcore Gamer        | 4,5/5                             |
| IGN                   | 8,7/10                            |
| Nintendo Life         | [ 28 ]                            |
| Nintendo World Report | 9/10                              |
| Play (UK)             | 8/10                              |
| Push Square           | [ 31 ]                            |
| USgamer               | 3,5/5                             |
| GTM                   | 8/10                              |
| OPMUK                 | 7/10                              |
| Русскоязычные издания |                                   |
| Издание               | Оценка                            |
| Stratege              | 85 из 100                         |

PlayStation LifeStyle дал Vita версии 8/10 и назвал её примером правильной работы по франшизе, несколько не любя Big Bang Mode, но высоко оценив Adventure и Swap. Famitsu  дал игре оценку 9/9/9/8. Eurogamer поставил версии для PlayStation 4 и Switch 24-е место в своем списке «50 лучших игр 2017 года».
Версия 3DS была самой продаваемой в Японии: за первую неделю было продано 44 627 единиц по сравнению с 10 306 экземплярами для PS3 и 8 973 экземплярами для PS Vita. Версия для Wii U не попала в чарты. К ноябрю 2020 года было продано более 1,4 миллиона копий игры по всему миру.
Версии для PS4 и Switch получили награду «Игра, головоломка» Национальной академии профессиональных обзоров видеоигр.